# Ophiocamax drygalskii
Ophiocamax drygalskii är en ormstjärneart som beskrevs av Paul E. Hertz 1926. Ophiocamax drygalskii ingår i släktet Ophiocamax och familjen knotterormstjärnor. Inga underarter finns listade i Catalogue of Life.